# Al Jabara
Le Al Jabara est un ferry de la compagnie soudanaise Tarco Marine. Il a été construit par les chantiers Rickmers Werft en Allemagne de l'Ouest de 1973 à 1974 pour la compagnie suédoise Stena Line sous le nom de Stena Nautica. Destiné à remplir un rôle de bateau-charter, il est directement affrété par la société canadienne Marine Atlantique et renommé Marine Nautica. Cédé par Stena en 1979, il reste exploité au Canada jusqu'en 1986, date à laquelle il est acquis par la société Tourship, holding du groupe Corsica Ferries. Renommé Corsica Marina II, il est employé entre la Corse et l'Italie ainsi que le continent français de manière plus occasionnelle à partir de 1999 sous le nom de Corsica Marina Seconda. Principalement affecté à la liaison saisonnière entre Livourne et Bastia, il reliera les deux ports chaque été sans discontinuer jusqu'en 2021. Assigné au transport de véhicules neufs entre la France, l'Espagne et l'Algérie à la fin de sa carrière, il desservira une dernière fois la Corse durant l'été 2024 avant d'être retiré de la flotte à la fin de l'année. Vendu à la compagnie soudanaise Tarco Marine, il navigue en mer Rouge depuis mars 2025 et relie désormais le Soudan à l'Arabie saoudite sous le nom de Al Jabara.

## Histoire

### Origines et construction
Au début des années 1970, la compagnie suédoise Stena Line décide de lancer la construction de quatre navires identiques dont la principale fonction serait d'être utilisés comme bateaux-charters. Afin de proposer une exploitation polyvalente, ces navires se caractérisent par une très grande capacité de véhicules par rapport à leur taille globale, ce qui leur confère une silhouette très anguleuse qui leur vaudra le surnom de « cubes ».
Leur construction est confiée aux chantiers allemand Rickmers. Le premier d'entre eux, baptisé Stena Nautica, est lancé à Bremerhaven le 3 février 1974. Les travaux de finitions se poursuivent ensuite pendant environ sept mois et le navire est livré à Stena Line le 1er octobre.

### Service

#### Marine Atlantique (1974-1986)
Peu de temps après sa livraison, le Stena Nautica est affrété pour cinq ans avec option d'achat par la compagnie canadienne Marine Atlantique et renommé Marine Nautica. Après avoir traversé l'océan Atlantique pour rejoindre le Canada, le navire est mis en service le 7 octobre 1974 entre les provinces canadiennes de Nouvelle-Écosse et de Terre-Neuve-et-Labrador.
En 1979, le navire est acquis par Marine Atlantique via la société Roylease, la branche crédit-bail de la Banque royale du Canada. À cette occasion, la coque du car-ferry est repeinte avec une livrée bleue marine.
En juin 1986, le Marine Nautica est vendu à la société luxembourgeoise Tourship, holding du groupe Corsica Ferries.

#### Corsica Ferries (1986-2024)
Après avoir traversé de nouveau l'Atlantique pour rejoindre l'Italie, le navire est transformé puis renommé Corsica Marina II, il est ensuite mis en service durant l'été 1986 entre la Corse et l'Italie. Il est à cette époque le navire de la compagnie ayant la plus grande capacité d'emport malgré un nombre de cabines et de services plutôt restreint. Au moment de son rachat, Corsica Ferries avait également fait l'acquisition de l'un de ses sister-ships, le Marine Atlantica, qui sera affecté aux lignes de la Sardaigne sous le nom de Sardinia Vera à partir de 1987.

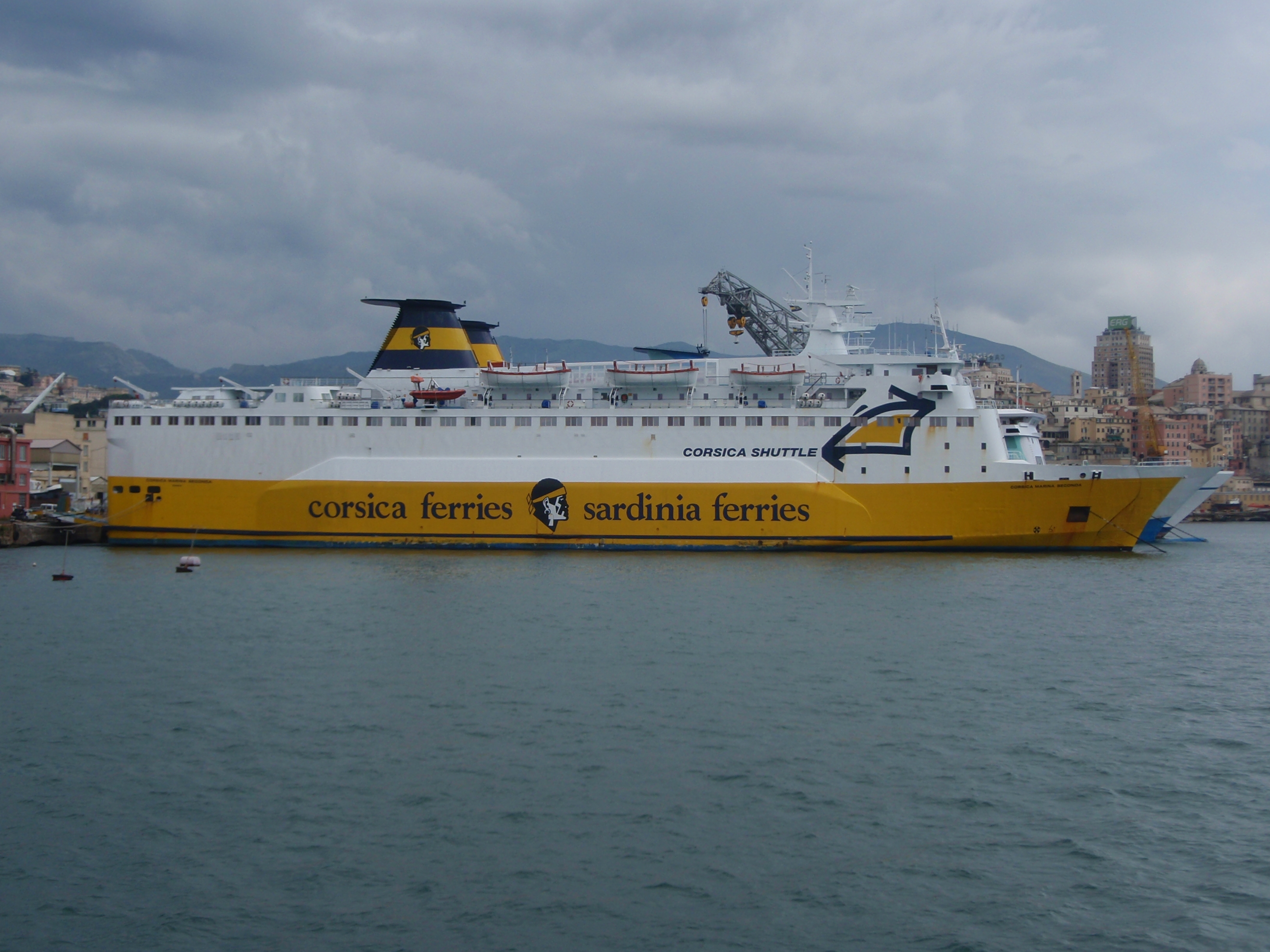
Le Corsica Marina Seconda désarmé pour l'hiver à Gênes en 2010.

En 1994, le Corsica Marina II bénéficie d'importants travaux de rénovation consistant notamment en l'ajout de deux caissons latéraux sur ses flancs afin d'augmenter sa stabilité.
À partir de la saison 1997, le navire inaugure le service rapide « Corsica Shuttle » entre Livourne et Bastia en tandem avec le Corsica Serena II.
En 1999, les marques commerciales Corsica Ferries et Sardinia Ferries sont fusionnées et apparaissent désormais conjointement sur les flancs du navire qui est renommé à l'occasion Corsica Marina Seconda et immatriculé au registre international italien.
En mai 2018, le navire est affrété par les autorités siciliennes afin d'effectuer la liaison avec l'île de Pantelleria en remplacement du ferry Sansovino victime d'une avarie.
Le 29 octobre, le Corsica Marina Seconda et son sister-ship, tous deux désarmés au terminal de Corsica Ferries à Vado Ligure, sont frappés par une violente tempête qui manque de les faire se heurter. Si une collision est évitée malgré leur proximité, quelques dégâts sont occasionnés par les mouvements de roulis créés par la violence des vents et de la mer.
Au cours de l'année 2020, en raison de la perturbation des services de Corsica Ferries en raison par les restrictions sanitaires dues à la pandémie de Covid-19, la compagnie se retrouve contrainte d'opérer une diversification de ses activités afin de faire face à la baisse du trafic passagers sur tous ses axes. Pour ce faire, une liaison de fret est mise en place entre Toulon, l'Espagne et l'Algérie en partenariat avec la société toulonnaise Terminal Automobiles Services (TAS). Ainsi, le Corsica Marina Seconda et son jumeau le Sardinia Vera sont employés périodiquement entre La Seyne-sur-Mer, Carthagène et différents ports algériens. 
À l'issue de la saison 2021, le Corsica Marina Seconda sera transféré à temps plein sur cette ligne de fret et remplacé sur les traversées estivales entre Livourne et Bastia par son sister-ship. À la fin du mois d'août 2023 cependant, il se substituera à ce dernier, victime d'une avarie, et assurera les rotations vers la Toscane jusqu'à la fin de la saison estivale. Reconduit sur cette ligne durant l'été 2024 en raison de la vente du Sardinia Vera pour la casse, il effectue alors sa dernière saison d'été sous les couleurs de Corsica Ferries. Après avoir assuré une ultime rotation entre Bastia et Livourne le 8 septembre, il est de nouveau affecté à la ligne de fret vers l'Algérie et l'Espagne à la fin du mois. Le 5 décembre, la compagnie arrête définitivement l'exploitation du navire à la suite de son arrivée à Toulon en provenance de Carthagène. Retiré à son tour de la flotte, il est vendu à l'armateur soudanais Tarco Marine opérant en mer Rouge et ayant racheté quelques mois plus tôt l'ex-Corsica Victoria. D'abord conduit à Vado Ligure où les logos de Corsica Ferries sont effacés de ses flancs, le Corsica Marina Seconda appareille ensuite le 16 décembre à destination de Naples.

#### Tarco Marine (depuis 2025)
Rebaptisé Al Jabara en janvier 2025, le navire quitte l'Italie le 5 mars pour rejoindre la mer Rouge. Après avoir traversé le canal de Suez et atteint l'Arabie saoudite, il commence ses rotations le 20 mars entre Jeddah et Suakin, au Soudan, en compagnie de l'ancien Corsica Victoria, naviguant désormais sous le nom de Queen Rinas.

## Aménagements
Le Al Jabara possède 10 ponts. Les installations des passagers sont principalement situées sur le pont 7 mais aussi à l'avant des ponts 5 et 6 et sur une partie du pont 9. Les locaux de l'équipage occupent majoritairement le pont 8 ainsi que les ponts 9 et inférieurs. L'intégralité des ponts 3 et 4 et une grande partie des ponts 5 et 6 abritent quant à eux les garages.

### Locaux communs
Les installations destinées aux passagers occupent la totalité du pont 7 et une partie du pont 9. Le Al Jabara est équipé d'un bar, d'un snack, d'un restaurant self-service, et plus récemment d'un bar extérieur.
À la suite d'une refonte effectuée à la fin des années 2010, les installations portent désormais un nom commun à tous les navires de la flotte.
Depuis lors, les installations du car-ferry sont organisés de la manière suivantes :
- Riviera Lounge, confortable bar-salon situé à l'avant du pont 7 ;
- Lido Beach Bar, bar extérieur au milieu sur le pont 9, aménagé en 2018 ;
- Yellow's, libre-service situé à la poupe au pont 7 proposant une cuisine classique ;
- Sweet Cafe, point de vente situé au milieu du navire proposant des boissons chaudes et fraîches ainsi que diverses pâtisseries ;

En plus de ces installations, une boutique située sur le pont 7 est présente ainsi qu'une salle de jeux pour enfants et un espace d'arcade à proximité.

### Cabines
Le Al Jabara dispose de 31 cabines interne ou externes situées à l'avant des ponts 5 et 6. D'une capacité de deux à quatre personnes, toutes sont pourvues de sanitaires complets comprenant douche, WC et lavabo.
Un grand nombre de fauteuils conforts sont présents sur le pont 7 dont une grande majorité dans un salon située au milieu du navire.

## Caractéristiques
le Al Jabara mesure 120,78 mètres de longueur pour 19,03 mètres de largeur, son tonnage est de 12 035 UMS. Le navire a une capacité de 1 500 passagers et est pourvu d'un garage pouvant contenir 500 véhicules répartis sur quatre ponts, le garage est accessible par deux portes rampes, une à la proue et une à la poupe. La propulsion est assurée par deux moteurs diesel MaK 12M551AK développant une capacité de 10 385 kW faisant filer le navire à une vitesse de 18,5 nœuds. Le navire dispose de quatre embarcations de sauvetage ouvertes de taille moyenne, deux de plus petite taille et une embarcation de secours.

## Lignes desservies
De 1974 à 1986, le navire a assuré, pour le compte de la société canadienne Marine Atlantique, la liaison entre North Sydney en Nouvelle-Écosse et Port-aux-Basques dans la province de Terre-Neuve.
À partir de l'été 1986, le navire est affecté entre l'Italie et la Corse sur la ligne Livourne - Bastia. Jusqu'en 2021, le car-ferry effectuait en été une à deux traversées par jour sur cette ligne, principalement en traversée de jour et occasionnellement de nuit et reliait parfois Savone. Il desservait également L'Île-Rousse depuis Livourne et Nice. À partir de 2020, parallèlement à son exploitation habituelle, le navire était employé sur une liaison de fret reliant La Seyne-sur-Mer, Carthagène, Djen Djen et Mostaganem.
Depuis mars 2025, il est employé en mer Rouge et navigue pour le compte de l'armateur Tarco Marine entre l'Arabie saoudite et le Soudan sur la liaison Jeddah - Suakin.